# 捜真玉鏡
捜真玉鏡（そうしんぎょくきょう）とは、中国の字書。現存しないが、『五音篇海』が引用している。小川環樹は道教の字書ではないかと推測している。
『大漢和辞典』に親字の出典とされているが、『康熙字典』が『五音篇海』から引用したものの引用である可能性が高い。